# تايباد
تايباد (بالفارسية: تایباد) هي مدينة تقع في محافظة خراسان رضوي ومركز مدينة تایباد في إيران. يقدر عدد سكانها بـ 46,228 نسمة .